# Chétimari
Chétimari is een gemeente in de regio Diffa in Niger.

## Geografie
Chétimari ligt in de Sahel in het zuidwesten van de regio aan de grens met buurland Nigeria. Deze grens wordt gevormd door de Komadugu Yobe - rivier. Grote plaatsen in de omgeving zijn: Diffa en Maïné-Soroa die zoals Chétimari aan de Nationale weg nummer 1 liggen.
De gemeente bestaat uit 93 administratieve dorpen, 61 traditionele dorpen, 10 gehuchten, 24 kampen en  27 drinkplaatsen.
Chétimari bestaat hoofdzakelijk uit vlakten die deels met zandduinen bedekt zijn. In het zuiden bij de rivier zijn de vlakten doorsneden door valleien.

## Geschiedenis
Chétimari behoorde vroeger tot het Bornu-rijk. Bij het begin van de 20e eeuw werd het Bornu-rijk verdeeld tussen het Verenigd Koninkrijk, voor het zuidelijk deel, terwijl het noordelijk deel, ook Mangari genoemd, door Frankrijk werd bezet. In de koloniale periode behielden vele traditionele  Bornu-chefs een - weliswaar beperkte - macht in hun streek.

## Bevolking
In 2001 had Chétimari 47.327 inwoners. In 2010 wordt dit aantal reeds op 64.665 geraamd.
De meesten behoren tot het Kanuri.

## Politiek
Bij de gemeenteraadsverkiezingen in juli 2004 werd Djibrilla Malam Kalla van de (Nigerse Partij voor Democratie en Socialisme) als burgemeester verkozen.

## Economie en infrastructuur
In het administratieve dorp N'Guel Kolo bevindt zich een -voor de handel met Nigeria- belangrijke veemarkt. De bevolking leeft hoofdzakelijk van de landbouw. Op de oever van de Komadugu Yobe met zijn voedselrijke slib, wordt aan irrigatielandbouw gedaan, met de teelt van graan, paprika, rijst en tomaten. In de zwarte zandleemgrond worden bonen en pinda's geteeld.  Gierst en sorghum worden op de armere gronden geteeld. De kuddes bestaan uit runderen, geiten, kamelen, paarden en ezels.